# Mariel Zagunis
Mariel Leigh Zagunis (Portland (Oregon), 3 de março de 1985) é uma esgrimista estadunidense, bicampeã olímpica.

## Carreira
Mariel Zagunis representou seu país nos Jogos Olímpicos de Verão de 2004 a 2016, no sabre.
Uma curiosidade a respeito de sua participação nos Jogos Olímpicos de Verão de 2004: ela se classificou para o torneio como uma "lucky loser", já que ela não se classificou para os Jogos via qualificação direta (perdendo o lugar da equipe americana para Sada Jacobson). No entanto, a Nigéria retirou sua esgrimista dos Jogos, e essa vaga foi para a esgrimista mais bem classificada do ranking que ainda não havia se classificado - no caso, a Mariel Zagunis, que acabou conquistou a medalha de ouro no Sabre feminino.

### Rio 2016
Conseguiu a medalha de bronze no sabre equipes.